# 沈伯咸
沈伯咸（1496年—1555年），字公甫，號鶴湖，浙江嘉興府秀水縣民籍嘉善縣人。明朝政治人物。

## 生平
嘉靖元年（1522年）壬午科浙江鄉試第四十名舉人，嘉靖十一年（1532年）壬辰科會試第一百四十四名，廷試三甲十四名進士，都察院觀政，授行人司行人，十四年十一月選授戶科給事中，十五年五月差往福建核对钱粮，十二月升禮科右，十六年八月升刑科左，十八年（1539年）二月升寧國府知府，不樂外任，乃疏讦文选司郎中黄祯，降为南京國子監监丞。

## 家族
曾祖沈真卿；祖沈達，壽官；父沈潮；母繆氏。具慶下。兄伯艮。子沈三錫。